# 奧多摩
奧多摩（日语：／ Okutama */?）是日本東京都西部以西多摩郡奥多摩町為中心的山域總稱。
奥多摩的範圍沒有明確的定義，一般是指涵育多摩川水源的山域，也包含了部分奧秩父與大菩薩連嶺。另外也常指雲取山與後山川連線的東側。相當於秩父多摩甲斐國立公園的東部區域。該公園126,259公頃中有35,298公頃屬於東京都。
奧多摩屬秩父山地、關東山地，也屬於廣義的奧秩父山塊。全域幾乎都屬於東京都的水源林。
多摩川流域有著優美的溪谷風景，但不同於上越或日本阿爾卑斯溪谷般的險峻，是芥末田與土堤林立、遍布工作道、易於親近的溪流。

## 地形、地質
奥多摩的山群位於關東山地鄰接關東平野的東南端。特色是多摩川水系侵蝕形成的V型谷。北部多摩川左岸與日原川流域的山谷較險峻。南部秋川流域較為平緩。
地質上可分為佛像構造線以北的秩父層群、以南的小河內層群，以及南方的五日市~川上構造線南側至桂川的小佛層群。

## 動植物
約海拔800公尺以下的樹種為楢、栗、杉、檜等。800~1500公尺則以象蠟樹、日本山毛欅、白樺、日本落葉松等為主。1500~2000公尺的針闊混交帶則可見到日本水青岡、日本鐵杉、石楠花等。

## 地域
奥多摩可分為四大區域。由北往南分別為：
1. 日廣川北岸山群。長澤背稜與其東側的蕎麥粒山~坊之折山與川苔山~本仁田山等各稜線。
2. 雲取山往東延伸的石尾根山群。
3. 連結三頭山、御前山、大岳山等奧多摩三山的奧多摩主脈稜線。
4. 南秋川流域山群。笹尾根、淺間尾根與戶倉三山。

### 東北部
地勢比「北部」低。黑山至日向澤之峰是東京都與埼玉縣（飯能市）交界。
- 高水三山（日语：高水三山）
  - 岩茸石山（日语：岩茸石山） (793m)
  - 高水山（日语：高水山） (759m)
  - 惣岳山（日语：惣岳山） (756m)
- 都縣境
  - 黑山（日语：黒山 (東京都・埼玉県)） (842.3m)
  - 棒之折山（日语：棒ノ折山）（棒之峰） (969m)
  - 長尾丸山 (958.4m)
  - 日向澤之峰（1356m）
- 川苔山周邊
  - 川苔山（日语：川苔山） (1363.7m)
  - 本仁田山 (1224.5m)
  - 赤久奈山 (923.6m)

### 北部

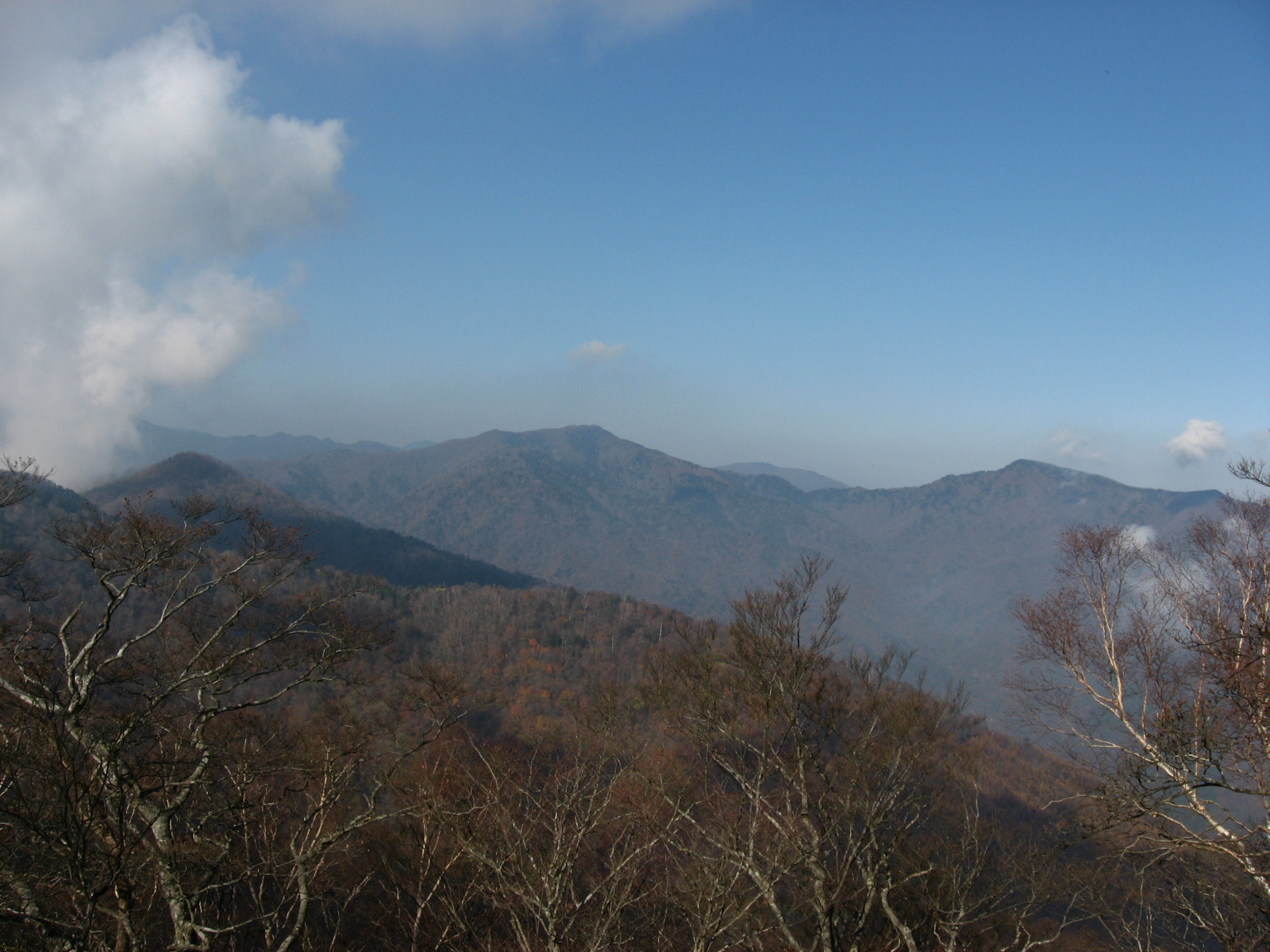
鷹之巢山 (東京都)眺望雲取山（中央）與芋木尖峰（右）

主脈在東京都與埼玉縣（秩父市）交界。
- 蕎麥粒山（日语：蕎麦粒山 (東京都・埼玉県)） (1493m)
- 天目山（三尖峰） (1576m)
- 七跳山 (1651m)
- 酉谷山 (1718.3m)
- 天祖山 (1723.2m)
- 水松山 (1699.2m)
- 長澤山 (1718.3m)
- 芋木尖峰（日语：芋木ノドッケ） (1946m)

### 中央部1（奧部、奧多摩湖、多摩川北部）

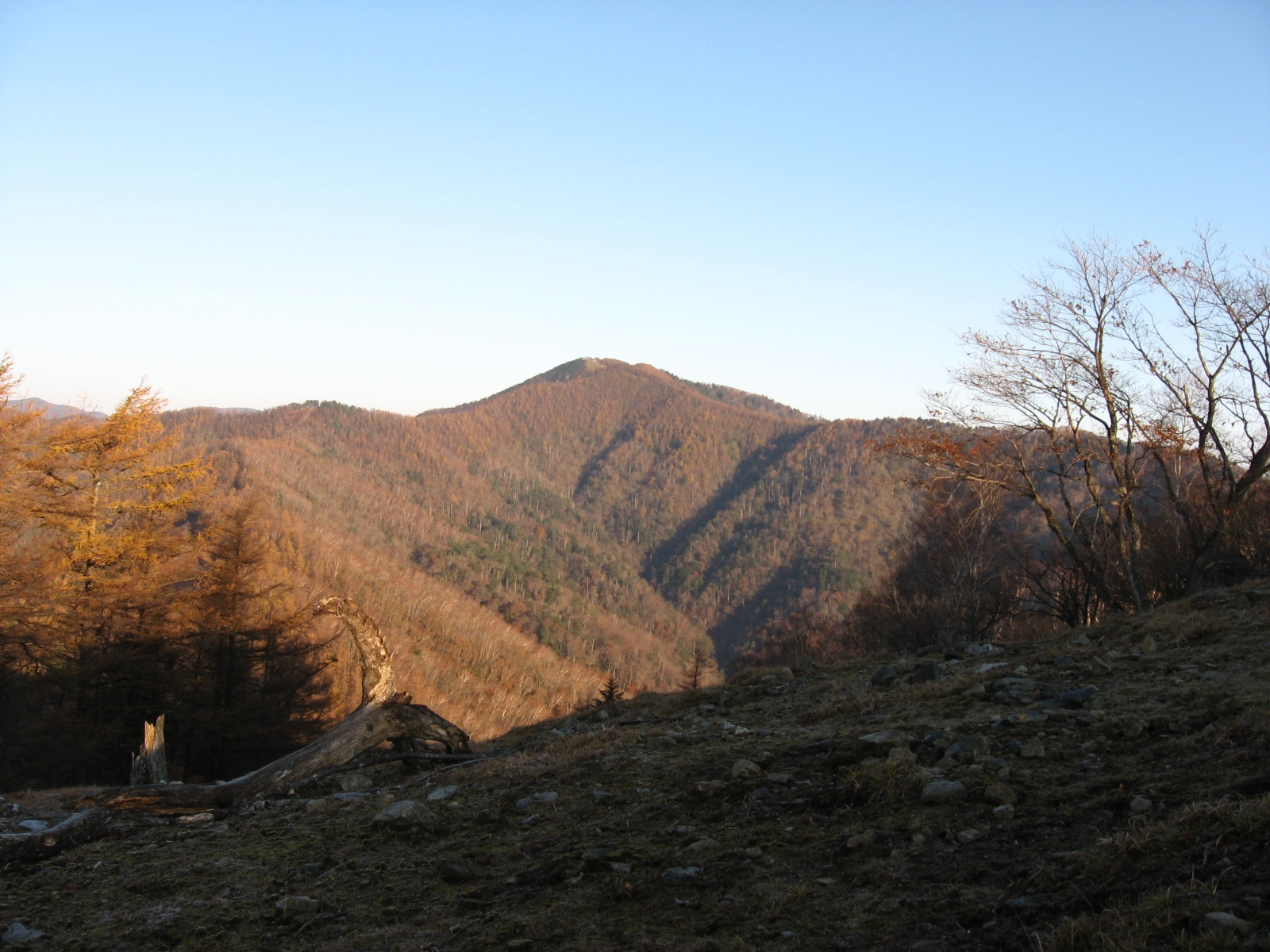
七石山望向雲取山

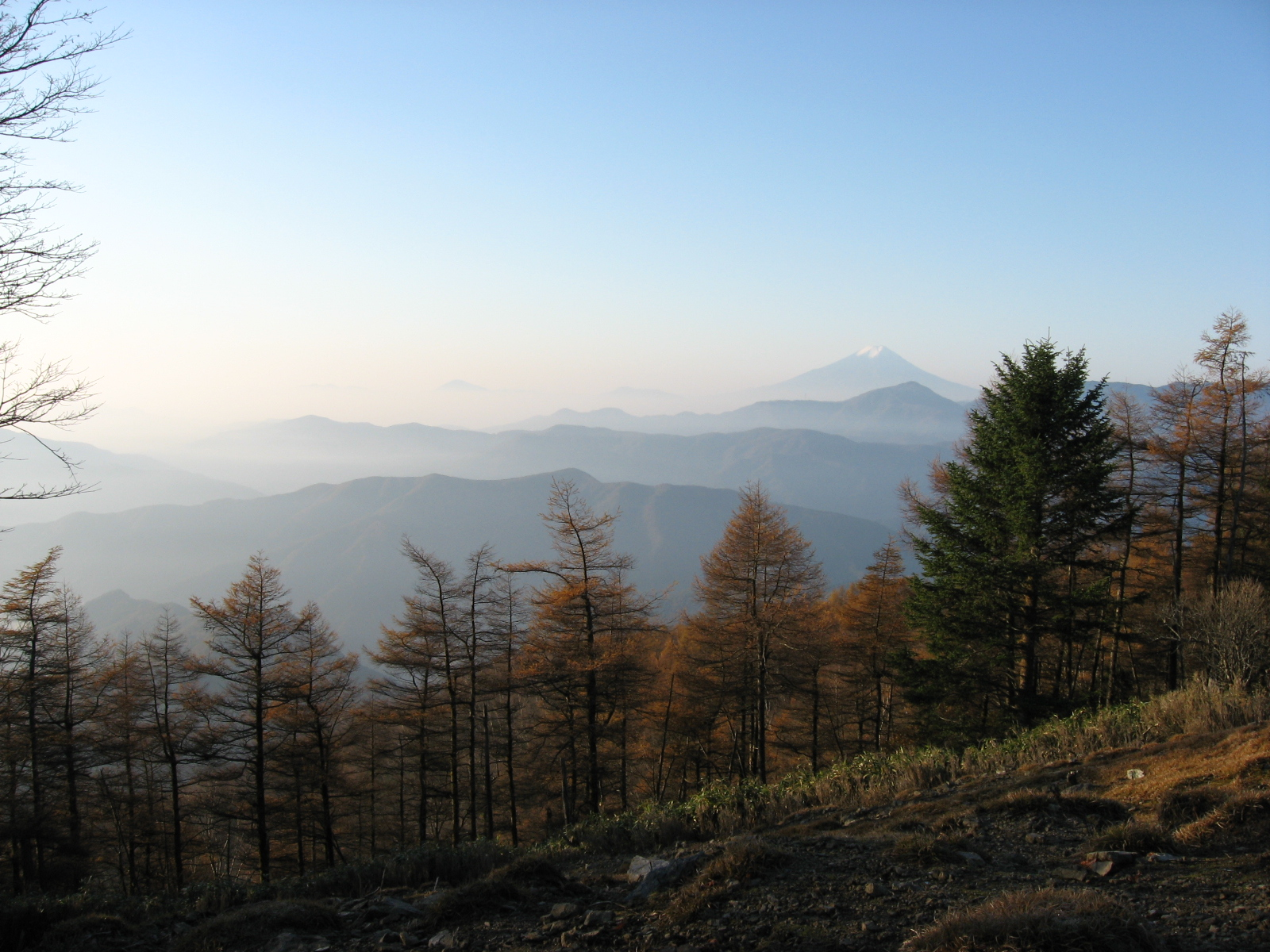
七石山眺望遠景

雲取山經鷹之巢山至六石山。到七石山為止是東京都與山梨縣（丹波山村）的交界。高丸山起屬東京都內。
- 雲取山 (2017m)  - 東京都、埼玉縣、山梨縣交界。東京都最高峰。「奧多摩」西端。
- 小雲取山 (1937m)
- 七石山（日语：七ツ石山） (1757m)
- 高丸山（日语：高丸山） (1733m)
- 日陰名栗山 (1725m)
- 鷹之巢山（日语：鷹ノ巣山 (東京都)） (1736.6m)
- 榧之木山 (1485m)
- 倉戶山 (1169m)
- 六石山（日语：六ツ石山） (1478.9m)

### 中央部2（奥部、奥多摩湖、多摩川南部）
三頭山經御前山、大岳山至日之出山。
- 三頭山（日语：三頭山 (東京都)） (1528m) - 東京都、山梨縣交境界。「奧多摩三山（日语：奥多摩三山）」之一。
- 月夜見山 (1147m)
- 佐須澤山（サス沢山） (940m)
- 御前山（日语：御前山 (東京都)） (1405m) - 「奧多摩三山」
- 鋸山 (1109m)
- 天地山 (981m)
- 大岳山（日语：大岳山 (東京都)） (1267m) - 「奧多摩三山」
- 高岩山 (920m)
- 御岳山 (929m)
- 大塚山 (920.3m)
- 日之出山（日语：日の出山） (902m)
- 麻生山 (794m)
- 糠指山（ヌカザス山） (1175m)
- 伊予山（イヨ山） (979m)
- 大寺山 (940m)
- 向山
- 鹿倉山 (1288m)

### 南部
三頭山往陣馬山的笹尾根。至三國峠為止是東京都與山梨縣（上野原市）接界，往前是東京都與神奈川縣（相模原市）的交界。淺間尾根與戶倉三山是屬於東京都。
- 笹尾根（日语：笹尾根）（都縣境）
  - 槇寄山（日语：槇寄山） (1188.2m)
  - 笹乢峰（日语：笹ヶタワノ峰） (1157m)
  - 丸山（日语：丸山 (奥多摩)） (1098.3m)

- - 土俵岳（日语：土俵岳） (1005.2m)
  - 三國峠（日语：三国峠_(東京都・神奈川県・山梨県)）
  - 生藤山（日语：生藤山） (990m)
  - 醍醐丸（日语：醍醐丸） (867m)
- 淺間尾根
  - 一本松 (930.2m)
  - 淺間嶺（檜原山） (903m)
  - 松生山 (933.7m)
- 戶倉三山（日语：戸倉三山）等
  - 臼杵山（日语：臼杵山 (東京都)） (842.1m)
  - 市道山（日语：市道山） (795.1m)
  - 刈寄山（日语：刈寄山） (687m)
  - 今熊山（日语：今熊山 (東京都)） (505m)

## 設施
- 奧多摩站
- 奧多摩遊客中心
- 奧多摩水與綠友誼館（日语：奥多摩水と緑のふれあい館）
- 東京都立奧多摩湖畔公園 山之故鄉村（日语：東京都立奥多摩湖畔公園 山のふるさと村）
- 冰川國際鱒魚釣場
- 鶴之湯溫泉 (東京都)（日语：鶴の湯温泉 (東京都)）
- 萌黃之湯
- 西東京巴士（日语：西東京バス）五日市營業所冰川車庫（日语：西東京バス氷川車庫）
- 奧多摩觀光服務處
- 奧多摩郵便局
- 青梅警察署（日语：青梅警察署）奧多摩交番
- 奧多摩消防署（日语：奥多摩消防署）
- 奧多摩町國民健康保險奧多摩醫院（日语：奥多摩町国民健康保険奥多摩病院）
- 奧冰川神社（日语：奥氷川神社）
- 日原鐘乳洞（日语：日原鍾乳洞）
- 大增鐘乳洞（日语：大増鍾乳洞）
- 氷川露營場
- 秩父多摩甲斐國立公園

## 交通
JR青梅線各站與JR五日市線終點站武藏五日市站為主要據點。往雲取山也可從秩父方向搭乘秩父鐵道。
從立川站搭乘JR青梅線至奧多摩站約需一小時。

## 相關著作
- 『日本の美林』 著：井原俊一 岩波新書 1997年 ISBN 4004305160 P130 - 137

## 以奧多摩為舞台的作品
因靠近東京都心部，有許多特撮節目在此攝影。
- 超人力霸王
- 假面騎士
- 機神大戰
- 終焉的年代記 - 小說。以奧多摩為舞台中心。
- 如無頭作祟之物（日语：首無の如き祟るもの） - 小說。
- 鬼滅之刃 - 漫畫。主人公竈門兄妹出身自奧多摩雲取山。

## 其他
奧多摩周遊道路等是東京近郊的人氣自駕路線。
登山道資訊可在奧多摩遊客中心的網頁上確認。登山計畫書須繳交至青梅警察署、五日市警察署與兩署轄下交番、駐在所，或奧多摩站、御嶽站、武藏五日市站。
狩獵期（11月15日～翌年2月15日）避免穿著鮮豔服裝離開登山道。

## 外部連結
- 奧多摩町 （页面存档备份，存于）
- 奧多摩遊客中心 （页面存档备份，存于）